# Pedro de Cisternas

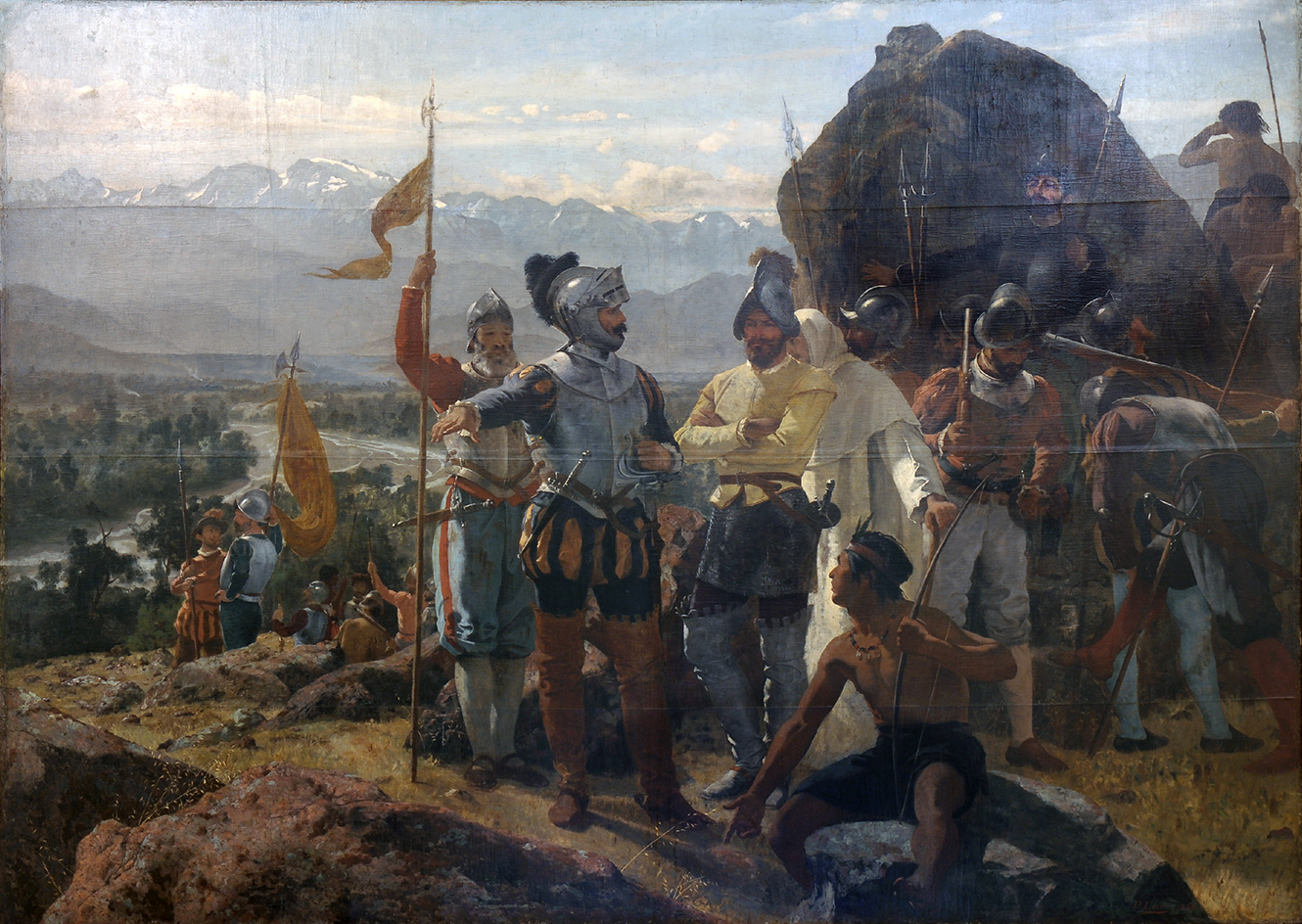
Pedro de Cisternas compañero de Pedro de Valdivia en la Fundación de Santiago de Nueva Extremadura.

Pedro de Cisternas Rotla o Pere de Cisternes (Planes, España, 1505 - Chile, 1590), hijo legítimo del señor de Catamarruch, fue un conquistador y fundador español, conocido por sus hazañas en Chile.

## Biografía
Nacido en España, en la localidad alicantina de Planes de la Baronia; a los veinte años viajó a las Indias donde asistió al socorro del Cuzco y a la expedición a los chiriguanos. Tras el fracaso de esta, se trasladó a Tarija y de allí a reunirse con Pedro de Valdivia, quien viajaba a Chile. Vecino fundador de Santiago de Chile y a mediados de 1544 fue vecino fundador de la ciudad de La Serena. La Corona española le otorgó diversos cargos en la administración de las Indias. Fue encomendero del Huasco y alcalde de La Serena en 1547. Se salvó de morir a manos de los indígenas pues se encontraba en su encomienda cuando aquellos destruyeron a incendiaron la naciente ciudad de La Serena, donde mataron a sus 14 pobladores y sus familias.
Luego de quedarse sin cabalgaduras, debió escapar a Santiago, caminando en las noches y escondiéndose de día, hasta llegar al valle de Aconcagua, donde, luego de más de 300 km de penurias, lo hallaron otros españoles. Cuando se volvió a fundar La Serena, el 26 de agosto de 1549, recibió un solar. Ahí fue alcalde en 1552, 1554, 1557 y 1578; regidor perpetuo, tesorero en 1558; contador de la Real Hacienda, 1552-1556 y encomendero del Cuyo, en 1561. Se había casado en La Serena, antes de 1558, con María de Tobar, nacida en Escalona, España, quien llegó a Chile con su padre.
De este Pedro de Cisternas descienden la mayor parte, si no todos los Cisternas que hay en Chile y Argentina (zona de Catamarca y el Cuyo), además es el primer español en traer parras a Chile para producir vino y, anecdóticamente uno de los primeros destiladores de pisco (en ese tiempo tenía otro nombre tal licor) en sociedad con Francisco de Aguirre (destacado compañero del capitán Pedro de Valdivia).

## Familia
Se casó con María de Tobar, de su matrimonio nacieron 10 hijos:
- Elena de Cisternas y Tobar, nace en la ciudad de La Serena, Chile, matrimonio con Pedro Cortés de Monroy
- Ambrosio de Cisternas y Tobar, se radicó en la ciudad de Mendoza por 1597.
- Pedro de Cisternas y Tobar
- Juan de Cisternas
- Diego de Cisternas
- Baltazar de Cisternas
- Gaspar de Cisternas
- Felipe de Cisternas y Tobar, muere en el alzamiento de los indios en 1599.
- Lucía de Cisternas y Tobar, matrimonio con Antonio Ruiz de Alarcón (de esta unión desciende Fermín Francisco de Carvajal Vargas I Duque Ducado de San Carlos).
- Micaela de Cisternas, matrimonio 1.º con Martín de Elvira y 2.º matrimonio con Pedro de Olivares y Ricoyelmo[2]